# Molino Lavagna
El Molino Lavagna es un monumento histórico que se encuentra ubicado en el barrio Lavagna de la ciudad de San Carlos, departamento de Maldonado, Uruguay.
Ignacio Lavagna (oriundo de Italia) fue el fundador de este molino en el año 1884, el cual lleva su nombre.

## Ubicación

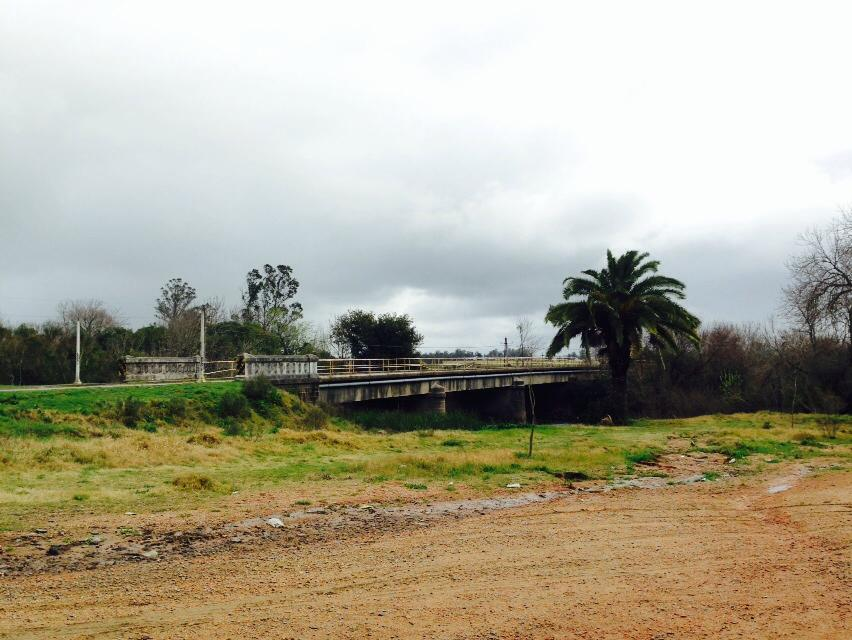
Puente ubicado sobre el arroyo Maldonado

El molino se encuentra ubicado frente a la Avenida José Enrique Rodó, a orillas del arroyo Maldonado, en la ciudad de San Carlos.
Se puede acceder a éste, viniendo desde Camino Los Ceibos, tomando el Camino Lavagna y cruzando el puente que se encuentra sobre dicho arroyo, o también, viniendo desde San Carlos, tomando la calle José Enrique Rodo.
Las ciudades más cercanas son Maldonado, Punta del Este y Minas.

## Carlos Lavagna

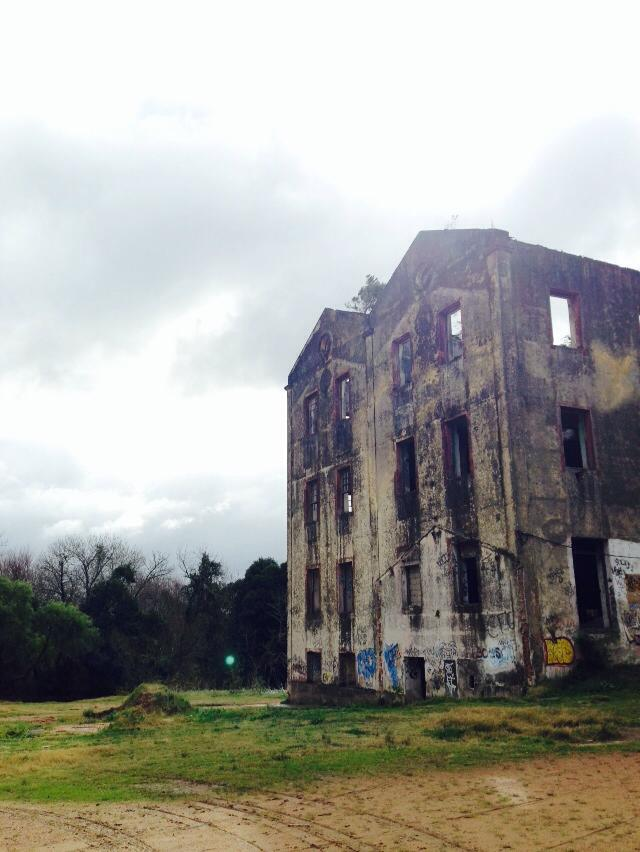
Molino Lavagna

Lavagna nació en Savona, provincia de Génova, en el año 1846.
En 1870 llega a Uruguay para trabajar en el Molino Perdomo, ubicado próximo a San Carlos; su labor allí fue por más de 14 años.
Posteriormente, en 1884, se instala en San Carlos y pone en funcionamiento un molino que lleva su nombre. También se desempeñó como corresponsal oficioso en esta misma ciudad, del ministro Italiano de Uruguay.
Ignacio Lavagna falleció el 6 de enero de 1928, a los 86 años, quedando a cargo de la empresa sus hijos Carlos e Ignacio.

## Historia

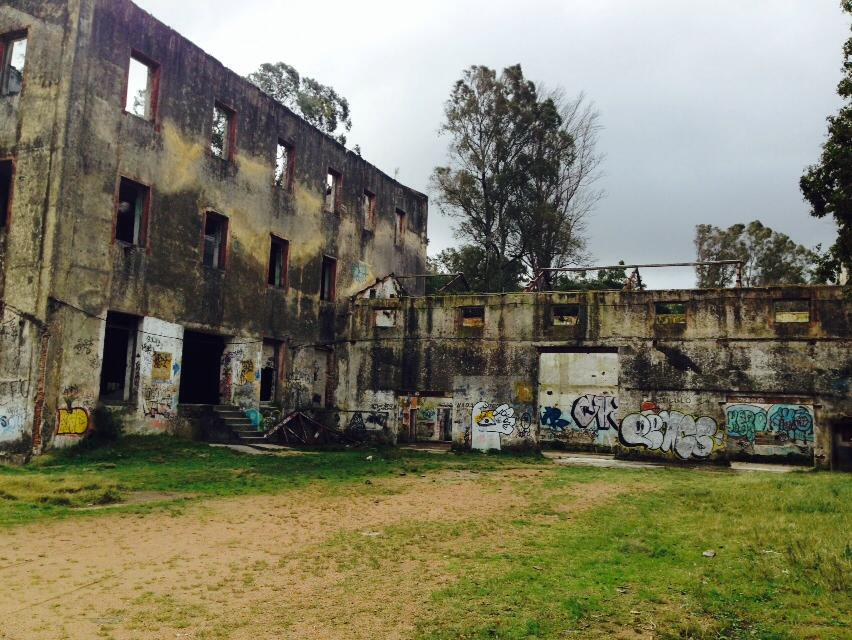
Costado izquierdo del Molino Lavagna

El molino se construyó a finales del siglo XIX, época en la cual la industria harinera tuvo su mejor éxito en el Uruguay. Una de sus peculiaridades era que funcionaba con energía hidráulica, teniendo también un significado importante su estructura a fines de este siglo. 
Fue en 1884 cuando Ignacio Lavagna se instala en San Carlos y pone en funcionamiento dicho molino en el Barrio Lavagna. 
Luego de comprar los campos aledaños al arroyo Maldonado, Lavagna construye una represa y un canal artificial en el margen izquierdo del arroyo, obteniendo energía hidráulica de los mismos. Esta actividad lleva a que se incrementen las plantaciones de trigo en la región y a que el molino trabaje en forma constante. 
Luego de fallecer Ignacio Lavagna, en enero de 1928, la empresa queda a cargo de sus hijos Carlos e Ignacio. Estando estos al frente, en abril de 1928 el molino sufre un gran incendio el cual duró varios días. 
A pesar de esta desgracia, Don Carlos viajó a Alemania, trayendo desde allí maquinaria nueva, modernizando el molino y pudiendo comenzar nuevamente las actividades del mismo.
Luego de la muerte de Don Carlos Lavagna, último propietario en vida, el molino quedó muy empeñado y la sucesión no pudo hacer frente a esta gran deuda; por dicha causa la maquinaria fue retirada y el 5 de mayo de 1931 el molino dejó de funcionar. Hoy en día el lugar está en ruinas.
En el año 2005 el molino fue nombrado monumento histórico nacional por resolución de la Presidencia de la República.

## Monumento Histórico

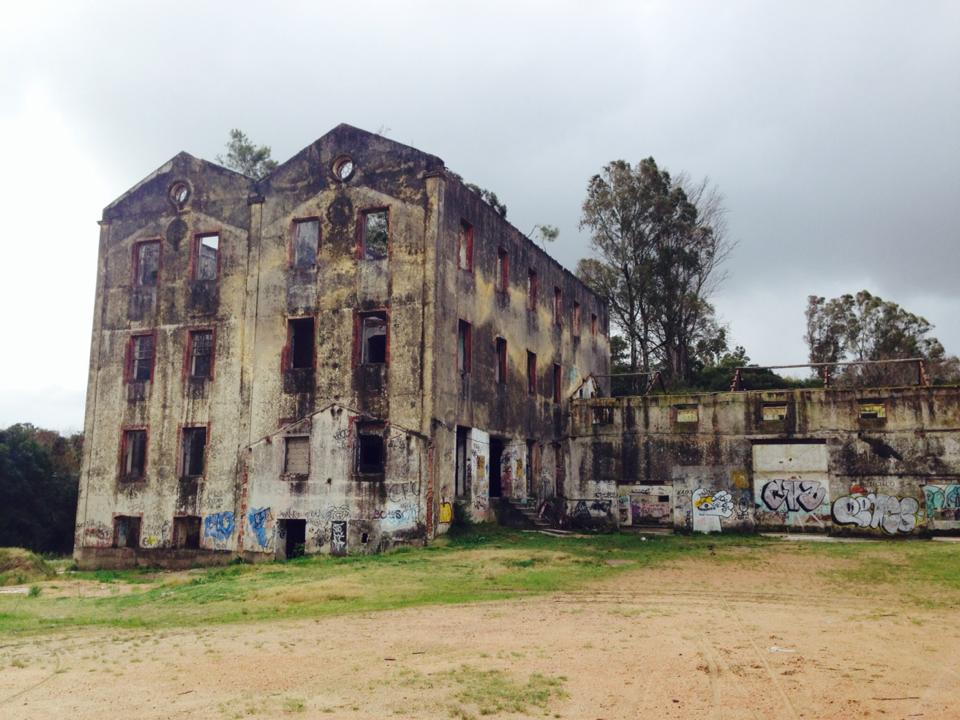
Molino Lavagna (Frente)

El 20 de enero de 2005 el Molino Lavagna se declara Monumento Histórico.

El Molino Lavagna al igual que el resto de los molinos existentes en el país y que son monumentos históricos, constituye un testimonio del patrimonio industrial de una época del país (fines del S. XIX principios S. XX), que corresponde destacar.

La Comisión del Patrimonio Cultural de la Nación, entiende que el Molino Lavagna, es un testimonio al igual que otros molinos que existen en el país y han sido declarados monumentos históricos, como es el caso de Molino de Galgo; Molino Lagartera; Molino Caviglia; Molino de Raffo; Molino de Falco; Molino de Bosch; Molino Fossemale y Molino Viejo

El Poder Ejecutivo animado del propósito de preservar aquellos bienes testimonios de la actividad industrial harinera, los cuales conforman un patrimonio industrial a través de la tipología edilicia generada en el país a principios del siglo, accederá a lo solicitado declarando monumento histórico el Molino Lavagna de la ciudad de San Carlos, Departamento de Maldonado.